# Ciclism la Jocurile Olimpice de vară din 2020 - Keirin masculin
Cursa ciclistă de keirin masculin de la Jocurile Olimpice de vară din 2020 a avut loc în perioada 7-8 august 2021 pe Izu Velodrome,Tokyo.

## Program
Orele sunt ora Japoniei (UTC+9) 
| Data                    | Timp              | Etapă                                |
| ----------------------- | ----------------- | ------------------------------------ |
| Sâmbătă, 7 august 2021  | 15:48 16:19       | Primul tur Recalificări              |
| Duminică, 8 august 2021 | 10:24 11:09 11:51 | Sferturi de finală Semifinale Finala |

## Rezultate

### Primul tur

#### Seria 1
| Loc | Ciclist         | Țară               | Diferență | Note |
| --- | --------------- | ------------------ | --------- | ---- |
| 1   | Rayan Helal     | Franța             |           | CSF  |
| 2   | Maximilian Levy | Germania           | +0,010    | CSF  |
| 3   | Kwesi Browne    | Trinidad și Tobago | +0,248    | R    |
| 4   | Jason Kenny     | Marea Britanie     | +0,462    | R    |
| 5   | Sam Webster     | Noua Zeelandă      | +0,546    | R    |
| 6   | Ivan Gladyshev  | COR                | +3,173    | R    |

#### Seria 2
| Loc | Ciclist                      | Țară           | Diferență | Note |
| --- | ---------------------------- | -------------- | --------- | ---- |
| 1   | Jack Carlin                  | Marea Britanie |           | CSF  |
| 2   | Matthew Richardson           | Australia      | +0.070    | CSF  |
| 3   | Matthijs Büchli              | Olanda         | RE        | R    |
|     | Hugo Barrette                | Canada         | NT        | R    |
|     | Sergey Ponomaryov            | Kazahstan      | NT        | R    |
|     | Muhammad Shah Firdaus Sahrom | Malaezia       | NT        | R    |

#### Seria 3
| Loc | Ciclist           | Țară               | Diferență | Note |
| --- | ----------------- | ------------------ | --------- | ---- |
| 1   | Azizulhasni Awang | Malaezia           |           | CSF  |
| 2   | Nicholas Paul     | Trinidad și Tobago | +0,075    | CSF  |
| 3   | Patryk Rajkowski  | Polonia            | +0,104    | R    |
| 4   | Stefan Bötticher  | Germania           | +0,115    | R    |
| 5   | Jean Spies        | Africa de Sud      | +0,739    | R    |
| 6   | Sébastien Vigier  | Franța             | +0,884    | R    |

#### Seria 4
| Loc | Ciclist          | Țară      | Diferență | Note |
| --- | ---------------- | --------- | --------- | ---- |
| 1   | Yudai Nitta      | Japonia   |           | CSF  |
| 2   | Denis Dmitriev   | COR       | +0,004    | CSF  |
| 3   | Matthew Glaetzer | Australia | +0,093    | R    |
| 4   | Xu Chao          | China     | +0,240    | R    |
| 5   | Harrie Lavreysen | Olanda    | +0,256    | R    |
| 6   | Mateusz Rudyk    | Polonia   | +0,974    | R    |

#### Seria 5
| Loc | Ciclist         | Țară          | Diferență | Note |
| --- | --------------- | ------------- | --------- | ---- |
| 1   | Yuta Wakimoto   | Japonia       |           | CSF  |
| 2   | Callum Saunders | Noua Zeelandă | +0,089    | CSF  |
| 3   | Kevin Quintero  | Columbia      | +0,096    | R    |
| 4   | Tomáš Bábek     | Cehia         | +0,228    | R    |
| 5   | Nick Wammes     | Canada        | +0,292    | R    |
| 6   | Jair Tjon En Fa | Surinam       | +0,396    | R    |

### Recalificări

#### Seria 1
| Loc | Ciclist             | Țară               | Diferență | Note |
| --- | ------------------- | ------------------ | --------- | ---- |
| 1   | Kwesi Browne        | Trinidad și Tobago |           | CSF  |
| 2   | Shah Firdaus Sahrom | Malaezia           | +0,010    | CSF  |
| 3   | Sébastien Vigier    | Franța             | +0,037    |      |
| 4   | Tomáš Bábek         | Cehia              | +0,638    |      |
| 5   | Xu Chao             | China              | +0,979    |      |

#### Seria 2
| Loc | Ciclist          | Țară           | Diferență | Note |
| --- | ---------------- | -------------- | --------- | ---- |
| 1   | Jason Kenny      | Marea Britanie |           | CSF  |
| 2   | Stefan Bötticher | Germania       | +0,363    | CSF  |
| 3   | Matthijs Büchli  | Olanda         | +0,441    |      |
| 4   | Mateusz Rudyk    | Polonia        | +0,480    |      |
| 5   | Nick Wammes      | Canada         | +0,564    |      |

#### Seria 3
| Loc | Ciclist          | Țară          | Diferență | Note |
| --- | ---------------- | ------------- | --------- | ---- |
| 1   | Harrie Lavreysen | Olanda        |           | CSF  |
| 2   | Jair Tjon En Fa  | Surinam       | +0,578    | CSF  |
| 3   | Sam Webster      | Noua Zeelandă | +0,580    |      |
| 4   | Hugo Barrette    | Canada        | +0,738    |      |
| 5   | Patryk Rajkowski | Polonia       | +1,616    |      |

#### Seria 4
| Loc | Ciclist           | Țară          | Diferență | Note |
| --- | ----------------- | ------------- | --------- | ---- |
| 1   | Matthew Glaetzer  | Australia     |           | CSF  |
| 2   | Kevin Quintero    | Columbia      | +0,069    | CSF  |
| 3   | Sergey Ponomaryov | Kazahstan     | +0,124    |      |
| 4   | Ivan Gladyshev    | COR           | +0,675    |      |
| 5   | Jean Spies        | Africa de Sud | +0,760    |      |

### Sferturi de finală

#### Seria 1
| Loc | Ciclist            | Țară           | Diferență | Note |
| --- | ------------------ | -------------- | --------- | ---- |
| 1   | Kevin Quintero     | Columbia       |           | CSE  |
| 2   | Jason Kenny        | Marea Britanie | +0,045    | CSE  |
| 3   | Rayan Helal        | Franța         | +0,105    | CSE  |
| 4   | Harrie Lavreysen   | Olanda         | +0,122    | CSE  |
| 5   | Matthew Richardson | Australia      | +0,212    |      |
| 6   | Yudai Nitta        | Japonia        | +0,331    |      |

#### Seria 2
| Loc | Ciclist             | Țară               | Diferență | Note |
| --- | ------------------- | ------------------ | --------- | ---- |
| 1   | Nicholas Paul       | Trinidad și Tobago |           | CSE  |
| 2   | Jack Carlin         | Marea Britanie     | +0,503    | CSE  |
| 3   | Jair Tjon En Fa     | Surinam            | +0,602    | CSE  |
| 4   | Maximilian Levy     | Germania           | +0,667    | CSE  |
| 5   | Callum Saunders     | Noua Zeelandă      | +0,723    |      |
| 6   | Shah Firdaus Sahrom | Malaezia           | +1,.204   |      |

#### Seria 3
| Loc | Ciclist           | Țară               | Diferență | Note |
| --- | ----------------- | ------------------ | --------- | ---- |
| 1   | Yuta Wakimoto     | Japonia            |           | CSE  |
| 2   | Azizulhasni Awang | Malaezia           | +0,039    | CSE  |
| 3   | Kwesi Browne      | Trinidad și Tobago | +0,098    | CSE  |
| 4   | Matthew Glaetzer  | Australia          | +0,104    | CSE  |
| 5   | Stefan Bötticher  | Germania           | +0,192    |      |
| 6   | Denis Dmitriev    | COR                | +0,236    |      |

### Semifinale

#### Semifinala 1
| Loc | Ciclist          | Țară               | Diferență | Note |
| --- | ---------------- | ------------------ | --------- | ---- |
| 1   | Jason Kenny      | Marea Britanie     |           | FA   |
| 2   | Matthew Glaetzer | Australia          | +0,003    | FA   |
| 3   | Jair Tjon En Fa  | Surinam            | +0,089    | FA   |
| 4   | Jack Carlin      | Marea Britanie     | +0,240    | FB   |
| 5   | Kwesi Browne     | Trinidad și Tobago | +0,357    | FB   |
| 6   | Kevin Quintero   | Columbia           | +0,397    | FB   |

| Loc | Ciclist           | Țară               | Diferență | Note |
| --- | ----------------- | ------------------ | --------- | ---- |
| 1   | Azizulhasni Awang | Malaezia           |           | FA   |
| 2   | Maximilian Levy   | Germania           | +0,035    | FA   |
| 3   | Harrie Lavreysen  | Olanda             | +0,073    | FA   |
| 4   | Rayan Helal       | Franța             | +0,497    | FB   |
| 5   | Yuta Wakimoto     | Japonia            | +0,775    | FB   |
|     | Nicholas Paul     | Trinidad și Tobago | DS        |      |

### Finala pentru locurile 7-12
| Loc | Ciclist        | Țară               | Diferență | Note |
| --- | -------------- | ------------------ | --------- | ---- |
| 7   | Yuta Wakimoto  | Japonia            |           |      |
| 8   | Jack Carlin    | Marea Britanie     | +0,097    |      |
| 9   | Kwesi Browne   | Trinidad și Tobago | +0,203    |      |
| 10  | Rayan Helal    | Franța             | +0,251    |      |
| 11  | Kevin Quintero | Columbia           | +0,314    |      |

### Finala pentru locurile 1-6
| Loc | Ciclist           | Țară           | Diferență | Note |
| --- | ----------------- | -------------- | --------- | ---- |
| 1   | Jason Kenny       | Marea Britanie |           |      |
| 2   | Azizulhasni Awang | Malaezia       | +0.,763   |      |
| 3   | Harrie Lavreysen  | Olanda         | +0,773    |      |
| 4   | Jair Tjon En Fa   | Surinam        | +1,264    |      |
| 5   | Matthew Glaetzer  | Australia      | +1,344    |      |
| 6   | Maximilian Levy   | Germania       | +2,344    |      |